# Hugo von Lerchenfeld-Köfering

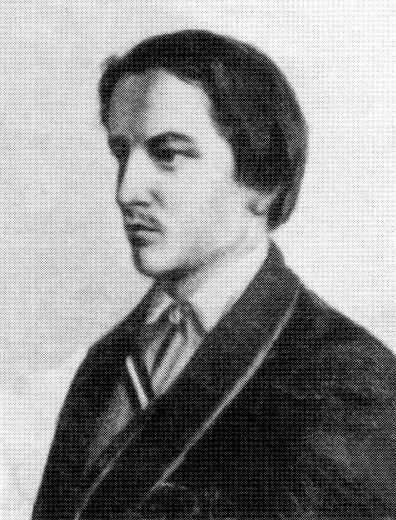
Hugo von Lerchenfeld-Köfering.

Hugo von und zu Lerchenfeld auf Köfering und Schönberg, född den 13 oktober 1843 i Berlin, död den 28 juni 1925 i Köfering, var en bayersk greve, diplomat och politiker.
von Lerchenfeld-Köfering var 1880-november 1918 Bayerns sändebud i Berlin och representant i förbundsrådet. I polemiken om Tysklands del i ansvaret för första världskrigets uppkomst har en rätt framträdande roll spelats av den så kallade Lerchenfelddepeschen av den 18 juli 1914. Den publicerades av Kurt Eisner i tendentiöst stympad form och under von Lerchenfeld-Köferings namn som bevis för tyska regeringens krigsvilja och förhandskännedom om Österrikes ultimatum till Serbien. När depeschen sedermera in extenso offentliggjordes, befanns den inte härröra från von Lerchenfeld-Köfering, utan från en för honom vikarierande yngre diplomat, Wilhelm von Schoen, samt inte heller ge fullt samma intryck som det Eisnerska sammandraget.